# 카이토펠티스목
카이토펠티스목(Chaetopeltidales)은 녹조강에 속하는 녹조류 목의 하나이다. 2개 과에 14종을 포함하고 있다.

## 하위 과
- 카이토펠티스과 (Chaetopeltidaceae) - 8종
- 디크라노카이테과 (Dicranochaetaceae) - 6종